# Alexandre Olivar i Daydí
Dom Alexandre Olivar i Daydí (Barcelona, 1 de febrer de 1919-Montserrat, 1 d'octubre de 2018) fou un  benedictí, patròleg i liturgista català, acadèmic de l'Acadèmia de Bones Lletres de Barcelona.

## Biografia

### Formació i vida religiosa
Va entrar al Monestir de Montserrat el 29 de juliol de 1934, on va ser ordenat sacerdot el 9 d'agost de 1942. De 1936 a 1939 va estudiar a l'Abadia de Santa Maria Laach i al Monestir de Maredsous, on va aprendre alemany i es va interessar per Pere Crisòleg, de qui fou especialista i editor crític dels seus sermons al Corpus Christianorum (1975-1982). Director de la Biblioteca de Montserrat entre 1946 i 1953, s'encarregà de la descripció de manuscrits i incunables i en publicà els catàlegs. De 1953 a 1958 fou superior de la comunitat del Santuari del Miracle (Solsona).
De retorn a Montserrat, va publicar el seu primer volumen de estudis sobre els sermons de Sant Pere Crisòleg. Amb motiu del Concili Vaticà II, residí a Roma entre 1962 y 1963, on fou secretari i conseller del cardenal  Anselm Albareda, membre de la comissió de litúrgia de la primera sessió del Concili Vaticano II.

### Recerca
Especialista de la litúrgia catalano-narbonesa, publicà fonts essencials de la història litúrgica d'aquesta zona. El 1965 fou organitzador i secretari general del II Congrés Litúrgic de Montserrat, i en curà l'edició de les actes. Membre corresponent de l'Institut d'Estudis Catalans, el 1969 promogué la fundació de la Societat catalana d'Estudis Litúrgics, filial de l'IEC, de la qual seria president emèrit fins a la seva defunció. El 1982 fou escollit acadèmic de l'Acadèmia de Bones Lletres de Barcelona.

## Obres
- El sacramentari de Vic (1953)
- Los sermones de san Pedro Crisólogo (1962)
- El sacramentari de Ripoll (1964)
- Catàleg dels incunables conservats a la Biblioteca de Montserrat (1955)
- Els manuscrits litúrgics de la Biblioteca de Montserrat (1969)
- El nou calendari litúrgic (1970)
- El nou santoral litúrgic de Catalunya (1973) amb Miquel dels Sants Gros i Àngel Fàbrega
- Catàleg dels manuscrits de la Biblioteca del Monestir de Montserrat (1977)
- Diumenges i solemnitats: comentaris a les lectures de les misses (1987)
- Pere Crisòleg, Sermons litúrgics (1984)
- La predicación cristiana antigua (1991)
- Catàleg dels manuscrits de la Biblioteca del Monestir de Montserrat. Primer suplement (Scripta et Documenta) (1991)
- El santoral del calendari / El santoral del calendario (1999)
- Catàleg dels incunables de la Biblioteca Episcopal de Vic (2000) amb Francesc X. Altés
- Pere Crisòleg. Sermons (2000)
- La voz de los Padres en la Liturgia de las horas (2002) amb Jaume Fábregas
- Catàleg dels manuscrits de la Biblioteca del Monestir de Montserrat. Segon suplement (Scripta et Documenta) (2010)

## Publicaciones sobre Alexandre Olivar
- Gros i Pujol, Miquel dels Sants, "Bibliografia litúrgica i patrística de Dom Alexandre Olivar i Daydí", Miscel·lània litúrgica catalana, vol. XIX (2011), pp. 13-22.

## Premis i reconeixements
- Acadèmic numerari (Reial Acadèmia de les Bones Lletres de Barcelona, 1982)
- Doctor Honoris Causa (Ateneu Universitari Sant Pacià, 2017).